# Žaltava korenarka
Žaltava korenarka (znanstveno ime Rhodocollybia butyracea) je gliva iz rodu korenark (Rhodocollybia).

## Značilnosti
Klobuk je širok od 2 do 9 cm. Je sivkaste, sivo rjave ali rjave barve, gladek, vodenast, najprej izbočen, nato se razširi in obdrži topo izboklino le na temnejši sredini. Rob je pogosto dvignjen, nepravilno valovit in rahlo naguban.
Lističi so beli, gosti, mehki, pritrjeni na steblo ali prosti. Zlahka se ločijo od klobuka. Ostrinka je nazobčana.
Bet je visok od 4 do 5 cm in debel od 0,5 do 1,5 cm, je sive ali sivo rjave barve, v zgornjem delu svetlejši od klobuka, valjast in votel, proti dnu širši, vlaknat, dnišče je prekrito z belim micelijem.
Meso je tanko, mehko, krhko, belo, rumeno rjavo ali svetlo rjavo; mlade gobe rahlo dišijo po sadju in so blagega okusa, v starosti pa postanejo zemljaste in plesnive.

## Razširjenost in življenjski prostor
Je razmeroma pogosta vrsta. Raste poleti in jeseni v večjih skupinah kot gniloživka na odpadlih iglicah v mešanih in iglastih gozdovih.

## Mikroskopske značilnosti
Trosni prah je rumenkasto bele barve. Trosi so elipsasti, prosojni in merijo 6–7 x 3–3,5 μm.

## Podobne vrste
- roženosiva korenarka (Rhodocollybia asema) je manjše rasti in bolj sive barve
- vonjava livka (Clitocybe fragrans) je strupena in močno diši po janežu
- vitki korenovec (Gymnopus dryophilus) je manjše rasti in bolj svetlih barv ter raste na listju

## Uporabnost
Užitna dokler je mlada, a slabe kakovosti.

## Galerija slik
- ilustracija
- lističi in bet
- stare gobe
- trosi